# Jahrbuch der Stadt Wädenswil

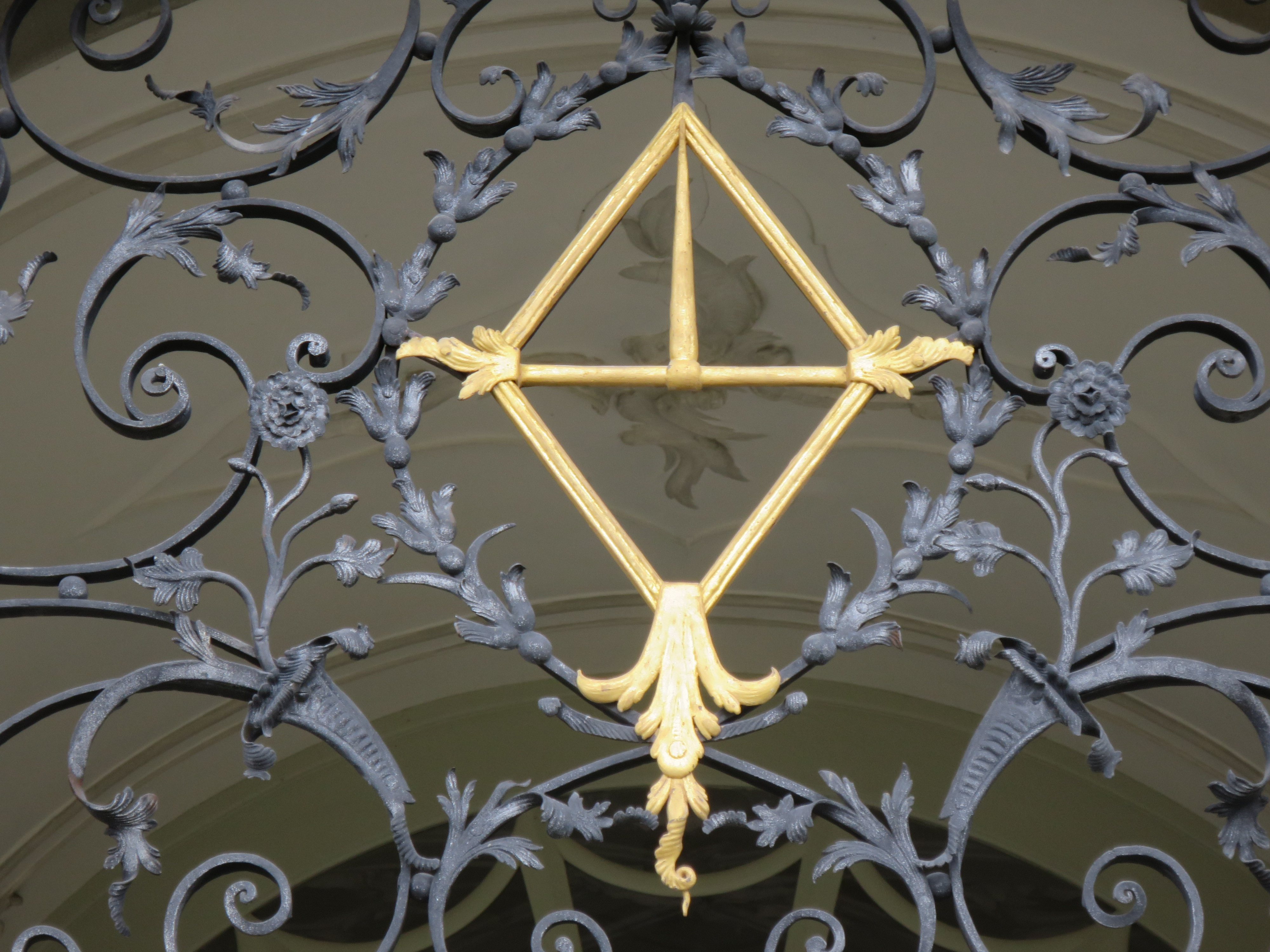
Stadtwappen am Turmportal der ref. Kirche Wädenswil – Sujet Titelbild der ersten Ausgabe Jahrbuch 1975

Das Jahrbuch der Stadt Wädenswil erscheint seit 1975 jährlich zur Jahreswende unter der Leitung seines Gründers Peter Ziegler; seit 2014 unter dem Patronat der Historischen Gesellschaft Wädenswil als Herausgeber und seit 2016 unter der Redaktion von Adrian Scherrer.

## Beschreibung
Das Jahrbuch der Stadt Wädenswil vermittelt die Geschichte Wädenswils auf den Gebieten von Ortsgeschichte, Heimatkunde, gesellschaftlichem Zusammenleben, Kultur und Politik einem breiten Publikum. Die weitreichende Thematik der im Jahrbuch publizierten Beiträge zeigt sich in der Liste der 24 Sachgebiete über alle bisherigen Ausgaben von 1975–2024 (vgl. hier). Wie bereits im Jahrbuch 2019 ersichtlich, wird durch die Eingemeindung von Schönenberg und Hütten der Inhalt des Jahrbuchs mit der Vergrösserung der Stadt Wädenswil zusätzlich erweitert. Von 1975 bis 2019 sind rund 740 Beiträge von rund 270 Autoren entstanden. Hauptautor ist Peter Ziegler, der viele Wädenswiler motivieren konnte, Artikel über ihr vertrautes Spezialgebiet zu verfassen und diese während über 40 Jahre redigierte. Daher weist das Jahrbuch der Stadt Wädenswil als Gesamtwerk ein einheitliches Erscheinungsbild auf. Am 14. November 2024 fand eine Vernissage zur 50. Ausgabe des Jahrbuches der Stadt Wädenswil statt, an welcher Adrian Scherrer das bedeutende Vermächtnis des am 23. Juni 2024 verstorbenen Peter Ziegler würdigte.

## Bedeutung
Das Jahrbuch stellt die reichhaltigste Dokumentation der Geschichte von Wädenswil dar. Einzelne Artikel tragen nicht nur eine lokale, sondern auch eine regionale oder auch landesweite/internationale Bedeutung. Das Jahrbuch wird in verschiedenen Bibliotheken auch ausserhalb der Schweiz geführt.
Das historische Erbe einer Stadt (worunter nicht nur das bauliche Erbe oder die Archäologie fallen, sondern auch das immaterielle Erbe) bildet die Grundlage dafür, dass die Bürger sich mit ihrer Stadt identifizieren und sich in der Gemeinschaft engagieren. Auf diesem Hintergrund hat das Jahrbuch für die Stadt Wädenswil seine Bedeutung.

## Publikation
Das pro Ausgabe im Durchschnitt etwa 150 Seiten umfassende Jahrbuch wird von Stutz Medien AG Wädenswil gedruckt und verlegt. Seit 2000 werden aktuelle Bilder farbig reproduziert. Auf der Website Baukultur Wädenswil kann auf eine grosse Anzahl von Artikeln von der ersten Ausgabe 1975 an online zugegriffen werden.

## Index Jahrbuch der Stadt Wädenswil
Der «Index Jahrbuch der Stadt Wädenswil» ist auf der Website der Dokumentationsstelle Oberer Zürichsee als PDF-Datei veröffentlicht. Zum Index gehören ein Sachregister, ein Autorenregister sowie die Inhaltsverzeichnisse pro Jahresausgabe seit 1975.
Im Sachregister 1975–2019 sind jedem Beitrag mindestens eines der folgende Sachgebiete zugeordnet: Au – Brauchtum – Chronik / Statistik / Kurzinformation – Denkmalpflege, Bauten – Frauen – Gemeindewerke – Gewerbe, Industrie, Banken – Jugend – Kirche – Kultur, Kunst – Museum – Musik, Gesang – Landwirtschaft, Natur, Naturschutz, Gärten, Pärke – Ortsgeschichte – Personen / Persönlichkeiten – Planung – Politik, Gemeinderat, Stadtrat – Schule, Bildung, Forschung – Soziales – Sport – Strassen, Plätze – Vereine – Verkehr, Post – Verschiedenes.